# Ali si upaš?
Ali si upaš? je zbirka dvajsetih realističnih zgodb in spada med kratko prozo. Knjigo je napisal Karel Gržan, izšla je leta 2006 pri Založbi Družina. Knjiga je v obliki slikanice, ilustrirala jo je Karmen Smodiš.

## Zgradba
Zgodbe, ki so zaobjete v zbirki, so naslednje: Vrvohodec, Povedati nekomu, da je dober in kje je dober, Blagoslavljati, Posloviti se, ko gre kdo v nebesa, Biti Miklavž, Vzeti si čas za trening srca, Vzeti si čas da Bog kot sonce prebuja najlepše v tebi, Negovati rože z ljubeznijo, Obiskati osamljene, Povedati po resnici tudi, ko je težko, Jokati, Poiskati zvezo, Biti pozoren, prijazen - spoštljiv, Biti spoštljiv, ko se nekdo zaljubi, Trenirati voljo, Pobirati plastiko, ki duši stvarstvo, Pomagati Jezusu nositi križ, Opogumljati: ne bojte se! Kristus je vstal!, Izbrati poklic, Utrditi Jezusovo sled. Vsaka izmed njih je samostojna, a se z ostalimi zgodbami povezuje - zgodbe so kronološko urejene, v nekaterih naslednjih zgodbah se omenjajo dogodki, ki so se zgodili v prejšnjih zgodbah, glavne književne osebe so prisotne v vseh zgodbah - tudi nekatere stranske književne osebe se pojavljajo v več zgodbah. 